# Gõ kiến xanh bụng vàng
Picus vittatus là một loài chim trong họ Picidae.